# Balearic beat
Balearic beat o Balearic house (a veces llamado Ibiza house) es un género de música electrónica caracterizado por su eclecticismo y por su sonido hedonista, que surgió hacia mediados de los años 1980. Más adelante, esta denominación pasó a servir para clasificar el tipo de música popular en las raves y fiestas en clubs de Ibiza, en las Islas Baleares (España). 
Se suelen atribuir los inicios del Balearic Beat hacia 1987 a los DJs británicos Trevor Fung, Paul Oakenfold y Danny Rampling al visitar Ibiza, donde descubrieron las fiestas al aire libre en la playa de "Cafe del Mar" y la discoteca "Amnesia", donde pinchaba el DJ argentino Alfredo Fiorito, DJ residente desde 1983 y quien creó este particular estilo mezcla de rock psicodélico, europop, italo disco, los primeros discos de Chicago house y deep house así como rarezas de autores como Peter Gabriel y Chris Rea. Todo ello con un ritmo marcado entre 90 y 110 BPM.

## Historia

### Orígenes
La isla española de Ibiza atrajo a artistas y bohemios desde la década de 1950. Antes de que empezasen a abrir las discotecas y los clubes en los años 70, ya existía en la isla un ambiente peculiar que se respiraba por las calles de la capital, donde una mezcla de jetset, hippies, gays y famoseo internacional se paseaba y se congregaba de forma espontánea en sitios como los mercadillos o el puerto. 
El primer club en abrir fue Pacha y sus fiestas fueron míticas en los 1970s. A finales de esa década y en los primeros ochenta varios DJs como Massimo Zuchelli, Jean-Claude Maury o DJ Carlos fueron los pioneros en introducir en la isla sonidos más contemporáneos con una mezcla desacomplejada de pop, rock y música de baile. Estos Djs pioneros fueron la conexión de la isla con las escenas belga, italiana, británica o estadounidense.
Artistas europeos com el croata Sandy Marton ("People from Ibiza" (1984) o "Exotic & erotic" (1985)") o los alemanes Casablanca y Angie St John ("Hot nights in Ibiza" (1987)) cantaron, fusionando eurodisco con elementos mediterráneos, las bondades de la isla y sus gentes alimentando la mitificación del ambiente por el cruce cultural creado desde décadas atrás.
En esa época, un DJ argentino, DJ Alfredo, conjugaba una mezcla ecléctica de géneros que iban desde el pop europeo a un rock de corte místico, incluyendo los temas de artistas como Chris Rea, que se convertiría en referente del balearic beat. También tomó temas del R&B, música latina, o incluso música popular, si encajaba, en determinados momentos. En sus sesiones, DJ Alfredo iba cambiando los tempos con momentos para relajarse con reggae, dub o temas de Sade y momentos para bailar como locos con el EBM de Nitzer Ebb o el primer Acid house, utilizando canciones puente para cambiar de ritmo.
Originalmente, era tan simple como yo tratando de hacer una fiesta con una multitud muy cosmopolita y diferente muy tarde por la noche, o muy temprano en la mañana! Una multitud que venía de otros lugares y estaba abierta a una experiencia especial. Este hecho me dio la oportunidad de tocar todo tipo de estilos y ritmos de música, y no sólo inglés, también italiano, francés, español, brasileño, africano, sudamericano ... Ese fue el comienzo. 
En términos reales - una mezcla de chill out, luonge y música de baile. En ese momento en Ibiza podía pinchar Soul, Reggae, Rock, Pop, Latin, y si me gusta a mi, a la multitud le gustaría. Estaban preparados para eso. Y creo que ellos estaban buscando eso porque yo era uno de ellos!DJ ALFREDO
Mi definición de Balearic beat; Es una música en su mayoría, ecléctica, alegre, sexy, no cursi, que tiene sus raíces en los orígenes de la música dance y florece en la pista de baile, como un sonido que te hace olvidar géneros, o categorías y simplemente lo disfrutas, lo escuchas, bailándolo y compartiéndolo. Beat poético, pero real! DJ ALFREDO
Este sonido híbrido fue especialmente bien recibido en el Reino Unido, donde la cultura rave estaba despegando. Algunos de esos discos underground que daban sabor a las sesiones de los Djs ibicencos eran rarezas que venían del mismo Reino Unido pero que a los propios Djs ingleses, que se fijaban en otro tipo de música, se les habían pasado por alto

### Expansión a Europa
DJs como Danny Rampling y Paul Oakenfold fueron referentes de la popularización del Balearic Beat en el Reino Unido durante los años 1980s y 1990s. Aunque algunos de los primeros intentos de introducir el género a la escena musical de Londres no tuvieron éxito, finalmente encontraron el apoyo de otros DJs conocedores de las fiestas de Ibiza y consiguieron realizar sesiones del género de manera regular en las discotecas de su país. Al mismo tiempo, el house, especialmente el acid house, así como el techno y otras formas más agresivas de la música electrónica fueron ganando popularidad en la isla y en el Reino Unido. Sin embargo, el Balearic Beat se convirtió en el mejor sonido asociado con el movimiento en la isla de la época y para muchos representa el verdadero espíritu de la escena de la fiesta en Ibiza.

#### Recopilatorio del Balearic Beat de los 1980s
El éxito del sonido Balear propició la publicación de un recopilatorio de la escena ibicenca en el Reino Unido, el
Balearic Beats - Vol. 1 - The Album
Géneros: Electrónica, Rock, Funk/Soul,Pop
Estilos:Acid House, Industrial, EBM, New Wave, Euro House, House
Año: 1988
Pistas
- Electra 	- Jibaro
- Code 61 	- Drop The Deal
- Beats Workin' 	- Sure Beats Workin'
- Enzo Avitabile - Black Out
- Mandy Smith 	- Mandy's Theme(I Just Can't Wait)(Cool & Breezy Jaz Mix)
- The Residents 	- Kaw-Liga (Prairie Mix)
- The Woodentops - Why Why Why (Live)
- Nitzer Ebb 	- Join In The Chant
- Fini Tribe 	- De Testimony (Collapsing Edit)
- Thrashing Doves - Jesus On The Payroll (Street Groove)

### Primeras producciones (1988/1993)
La propagación del estilo provocó el comienzo de producciones que recogían parte de la esencia balearic y fruto de ello publicaron temas artistas como Cry Sisco! con ("Afro Dizzy Act" (1988)), Beats International con ("Dub Be Good To Me" (1990)) o Dimples D con ("Sucker DJ" (1990)).
Al calor de las animaciones en las discotecas ibicencas surgieron varios grupos de ámbito local formado por animadores, coreógrafos o DJs que tuvieron cierta resonancia desde 1989s hasta 1993 con un sonido particular resultado de fusionar diferentes estilos de euro house como italo house o hip house con balearic beat.
Los más conocidos son Locomía ("Locomía" (1989), "Rumba, Samba, Mambo" (1990), "Locovox" (1991) y "Party-time" (1993)), Nekuams ("Baila morena" (1990) y "El fuego amigo" (1991)) y Bravo DJ ("Difacil rap" (1990) y "Sex-o sentido" (1990)). De origen belga está el grupo Mystic con ("Ritmo de la noche" (1990) y "Yo te quiero" (1991)) y de otras zonas de España Isamar & Cía con ("Amor suave" (1989)) y Crazy Eddie & Q.Q. Freestyle con ("Nena de Ibiza" (1990)).

### Evolución en los 1990's
A pesar de los cambios de moda en los estilos musicales a lo largo de la década de los 1990´s, el balearic beat siguió fiel a su estilo, aunque poco a poco algunos temas se impregnaron de un estilo ambient y trance que acabaron desembocando en el Balearic trance, al que en líneas generales se le incluye como subgénero del balearic beat incluyendo juntos a los artistas de ambos estilos. 

### Siglo XXI
El género tiene seguidores en todo el mundo, desde Japón a Noruega, y por supuesto sigue siendo un objeto de culto en la isla en que nació. Las presiones de la comercialización han hecho que el género sea más fácilmente clasificable con características particulares que lo definen, pero para muchos el Balearic Beat sólo puede ser definido por su espíritu libre, su ecléctica mezcla de sonidos que son guiados en primer lugar por el deseo hedonista de divertirse.
Su estilo ha sido un referente para la aparición del house tropical en los inicios de la década de los 2010s.

## Artistas destacados
Alguno de los artistas destacados de balearic beat y balearic trance son:
| Artista           | Estilos musicales                             | Temas principales                                  |
| ----------------- | --------------------------------------------- | -------------------------------------------------- |
| Chicane           | Balearic beat, Chill-out, House               | Offshore                                           |
| Lemonade          | Balearic beat, Trance, Drum and bass          | Diver                                              |
| Mark Barrott      | Balearic beat, Electro, Post-rock             | Sketches From an Island 1 y 2                      |
| A Man Called Adam | Balearic beat, Electrónica, Chill-out         | Barefoot in the Head                               |
| Roger Shah        | Balearic beat, Chill-out, Trance              | Magic Island: Music for Balearic People            |
| Hatchback         | Acid house, Balearic beat, Electrónica        | Colours of the Sun                                 |
| TTA               | Balearic beat, Chill-out, House               | A New Chance                                       |
| Fontän            | Balearic beat, House, Dance                   | Winterhwila                                        |
| Aeroplane         | Balearic beat, Deep house, Chill-out          | Aeroplane / Caramellas                             |
| jj                | Hip hop, Indie pop, Balearic beat             | jj n° 2, From Africa to Málaga                     |
| Delorean          | Balearic beat, Electrónica, Alternative dance | Subiza, Into the Plateau, Ayrton Senna             |
| Domenique Dumont  | Minimal techno, Balearic beat, Electro        | Comme ça                                           |
| Studio            | Balearic beat, Pop, Electrónica               | West Coast, No Comply, Yearbook 1, Life's a Beach! |
| John Talabot      | Balearic beat, House, Electrónica             | fIN                                                |
| Talaboman         | Balearic beat, Tech house, House              | The Night Land                                     |